# Mattörar
Mattörar är klippor i Finland.   De ligger i kommunen Kimitoön i landskapet Egentliga Finland, i den södra delen av landet, 130 km väster om huvudstaden Helsingfors. Mattörar ligger 1 meter över havet.
Terrängen runt Mattörar är mycket platt.  Närmaste större samhälle är Hangö, 15,0 km öster om Mattörar. 